# Antoine Duchesne
Antoine Duchesne (* 30. September 1991 in Saguenay) ist ein ehemaliger kanadischer Radrennfahrer.

## Werdegang
Als Juniorenfahrer wurde Duchesne 2009 kanadischer Meister im Einzelzeitfahren.
Nachdem Duchesne 2012 als Stagiare für SpiderTech-C10 fuhr, unterschrieb er 2013 einen regulären Vertrag beim Bontrager Cycling Team.
Im Jahr 2014 wechselte Duchesne zum Team Europcar und startete bei den Klassikern Paris-Roubaix und Flandern-Rundfahrt, konnte aber beide nicht beenden. Mit der Vuelta a España 2015 bestritt er seine erste Grand Tour, die er als 138. abschloss. Duchesne gewann die Bergwertung von Paris–Nizza 2016. Er wurde für das Straßenrennen der Olympischen Spiele 2016 in Rio de Janeiro nominiert, gab das Rennen aber auf.
Von 2018 bis 2022 fuhr Duchesne für das UCI WorldTeam Groupama-FDJ. 2018 wurde er kanadischer Meister im Straßenrennen. Mit Ablauf der Saison 2022 beendete er seine Laufbahn als Aktiver.

## Erfolge
2009
- Kanadischer Meister – Einzelzeitfahren (Junioren)

2016
- Bergwertung Paris-Nizza

2018
- Kanadischer Meister – Straßenrennen

## Grand-Tour-Platzierungen
| Grand Tour            | 2015 | 2016 | 2017 | 2018 | 2019 | 2020 | 2021 | 2022 |
| --------------------- | ---- | ---- | ---- | ---- | ---- | ---- | ---- | ---- |
| Giro d’ItaliaGiro     | –    | –    | –    | –    | –    | –    | 115  | –    |
| Tour de FranceTour    | –    | 107  | –    | –    | –    | –    | –    | 61   |
| Vuelta a EspañaVuelta | 138  | –    | –    | 127  | –    | –    | –    | –    |